# Asymmetrorbione drepanopleon
Asymmetrorbione drepanopleon là một loài chân đều trong họ Bopyridae. Loài này được Boyko miêu tả khoa học năm 2003.